# Acacia falcata
Acacia falcata — вид квіткових рослин з родини бобових. Ареал: Австралія (Новий Південний Уельс, Квінсленд).

## Середовище проживання
Він росте переважно на сланцевих ґрунтах у відкритих лісах.

## Біоморфологічна характеристика
Зустрічається як кущ або невелике дерево заввишки від 2 до 5 метрів, має сіру або чорну кору. Філодії блідо-зелені або сіро-зелені, серпоподібні, 7–19 × 0.9–4 см, з помітною середньою жилкою. Малі круглі квітки кремового або блідо-жовтого кольору з'являються на початку зими з квітня по серпень. За ними йдуть тонкі стручки завдовжки 4.5–12 см і шириною 0.5–0.8 см. Стручки дозрівають з вересня по грудень.

## Використання
Acacia falcata пристосований до широкого діапазону ґрунтів у вирощуванні, а її привабливе листя є особливістю садівництва. Корінні жителі Австралії використовують кору для виготовлення мазі для лікування шкірних захворювань. A. falcata чудово підходить для стабілізації безплідного піску. Кора важлива в дубильній промисловості.